# La Toba
La Toba ist ein Ort und eine Gemeinde (municipio) mit 75 Einwohnern (Stand: 2024) im Südwesten der Provinz Guadalajara in der Autonomen Gemeinschaft Kastilien-La Mancha.

## Lage und Klima
La Toba liegt in einer Höhe von ca. 940 m in der Kulturlandschaft der Serranía. Die Entfernung zur südsüdwestlich gelegenen Provinzhauptstadt Guadalajara beträgt ca. 49 Kilometer (Fahrtstrecke). Im Gemeindegebiet liegt der Stausee Embalse de Alcoro. Das Klima ist gemäßigt bis warm; Regen fällt übers Jahr verteilt.

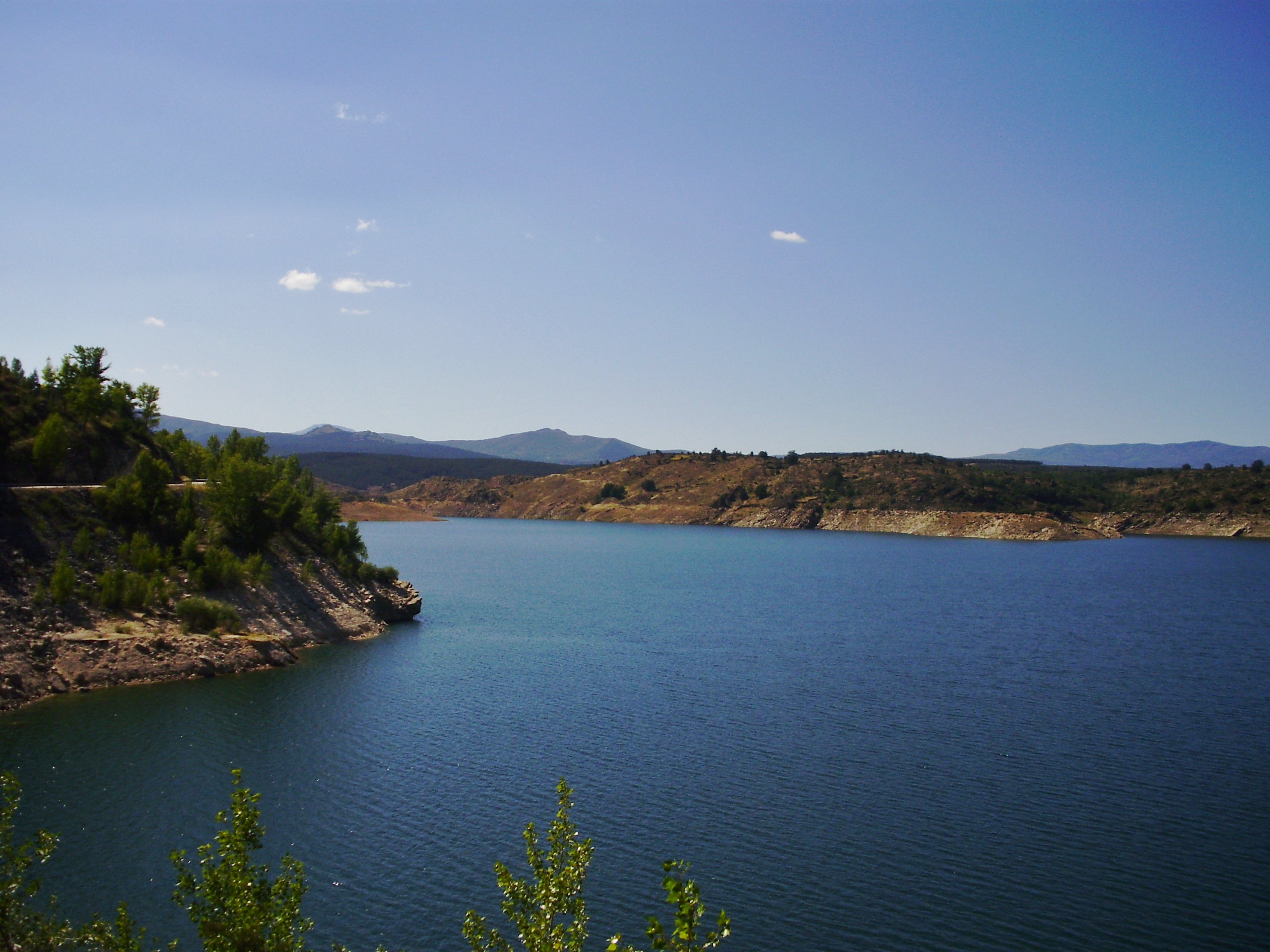
Stausee Alcorlo

## Bevölkerungsentwicklung
| Jahr      | 1970 | 1981 | 1991 | 2001 | 2011 | 2021 |
| Einwohner | 258  | 153  | 113  | 109  | 109  | 80   |

## Sehenswürdigkeiten
- Johannes-der-Täufer-Kirche